# Grande Loge de Pennsylvanie
La Grande Loge de Pennsylvanie, dont le titre complet est « The Right Worshipful Grand Lodge of the Most Ancient and Honorable Fraternity of Free and Accepted Masons of Pennsylvania and Masonic Jurisdiction Thereunto Belonging » (« Très Respectable Grande Loge de la très ancienne et honorable fraternité des maçons francs et acceptés de Pennsylvanie et de sa juridiction maçonnique »), est la plus ancienne organisation maçonnique du Commonwealth de Pennsylvanie. C'est aussi l'une des plus anciennes obédiences maçonniques des États-Unis.
Elle fut fondée le 26 septembre 1786 par les délégués de treize loges qui étaient précédemment placées sous l'autorité de la « Grande Loge provinciale de Pennsylvanie », obédience qui dépendait alors de la « Grande Loge des Ancients » d'Angleterre. Le contexte de sa création est donc à la fois celui de l'indépendance des États-Unis vis-à-vis de l'Angleterre, et celui du conflit entre les deux grandes loges anglaises de l'époque, dites des « Ancients » et des « Moderns ».

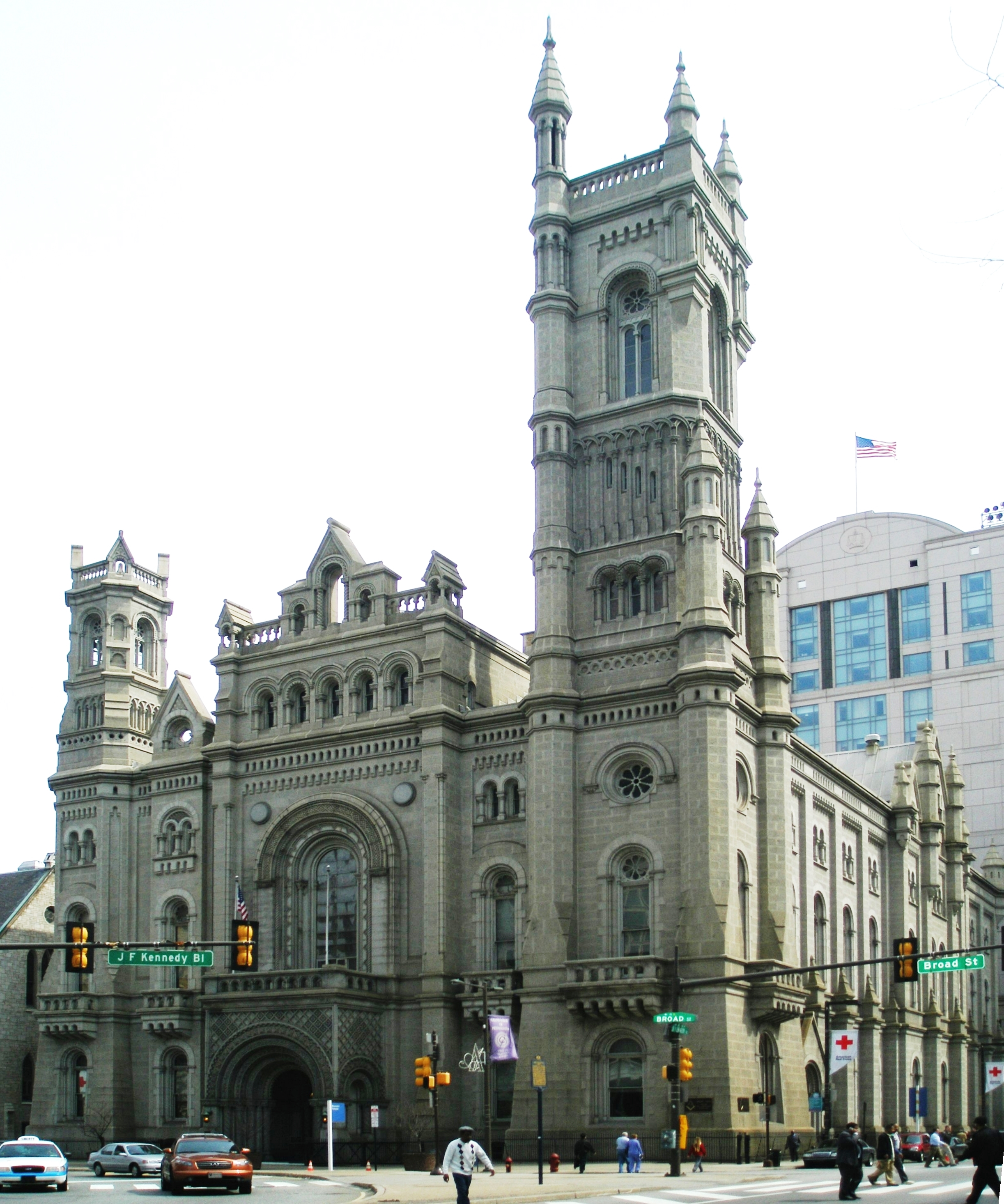
Siège de la Grande Loge de Pennsylvanie, à Philadelphie.

## Histoire

### Ascension et chute des «moderns»

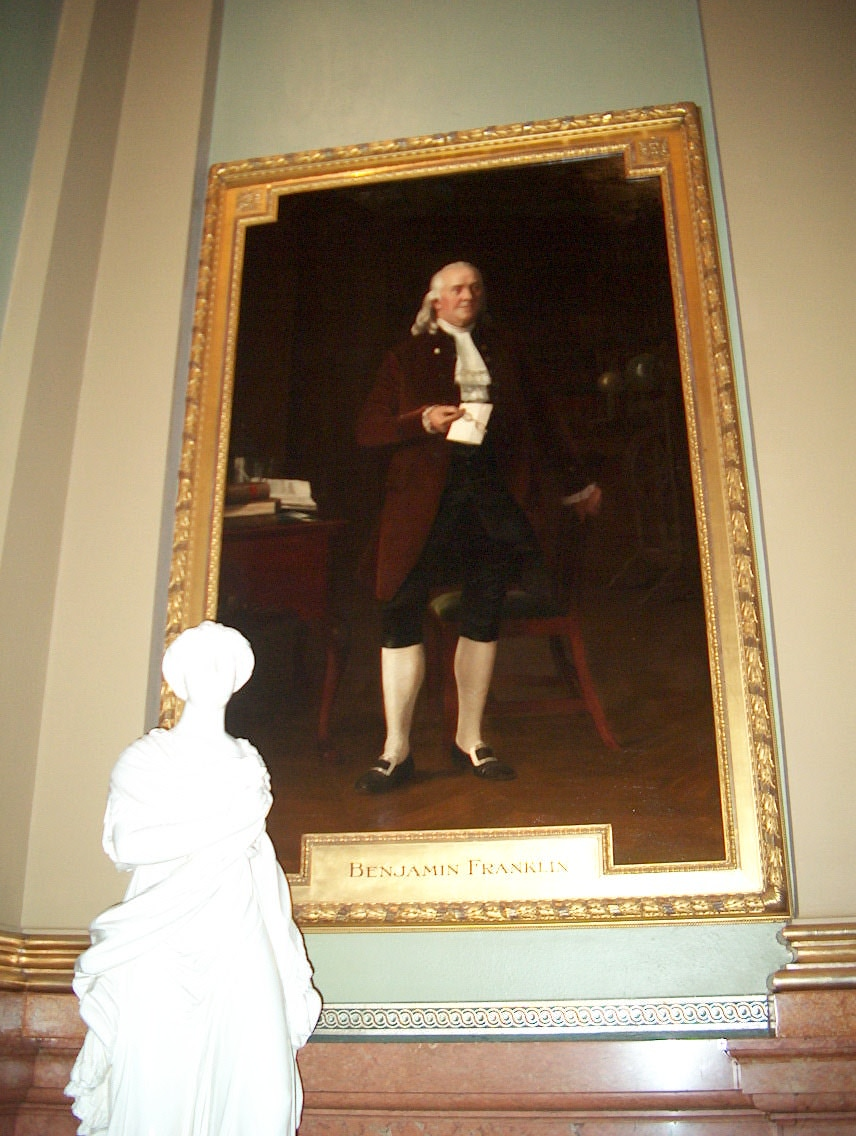
Portrait de Benjamin Franklin à l'intérieur de la Grande Loge

Deux grands loges d'origine anglaise s'implantèrent en Pennsylvanie au cours du XVIIIe siècle :
- La Grande Loge d'Angleterre, fondée à Londres en 1717.
- L’ancienne Grande Loge d'Angleterre, constituée à Londres en 1751.

Toutefois, vers 1785, soit deux ans après la fin de la guerre d'indépendance des États-Unis, les moderns et leurs loges avaient presque totalement disparu de Pennsylvanie et l'actuelle Grande Loge de Pennsylvanie descend de la grande loge anglaise des « ancients » .

#### La «Tun Tavern Lodge»
Les plus anciens documents maçonniques connus sur le continent nord-américain sont les minutes de la loge qui se réunissait à la « Tun Tavern » de Philadelphie. Il s'agissait de la première brasserie de la ville, construite en 1685 et située au bord du fleuve, au coin de Water Street et de Tun Alley. Les minutes de la loge commencent le 24 juin 1731, mais la loge pourrait avoir été plus ancienne, puisque Benjamin Franklin, dans sa gazette du 8 décembre 1730 mentionne déjà l'existence de plusieurs loges de francs-maçons dans la province.
La Tun Tavern était un endroit populaire à Philadelphie. Plusieurs autres organisations y furent fondées. En particulier, la « Saint George's Society » en 1720, et la « Saint Andrew's Society » en 1747. Même le corps des US Marines y fut fondé, le 10 novembre 1775, par Samuel Nicholas, petit-fils d'un membre de la Loge de la Tun Tavern. Cette loge, existant de « temps immémoriaux », n'eut jamais besoin de charte. Elle disparut vers 1738 à la suite du climat antimaçonnique qui prévalut dans la colonie à cette époque.

#### Daniel Coxe, Grand Maître provincial desModerns
Le premier acte officiel de la Grande Loge des moderns en ce qui concerne les colonies d'Amérique du Nord fut la désignation d'un grand maître provincial pour New York, le New Jersey et la Pennsylvanie, du nom de Daniel Coxe. Il fut nommé par le grand maître, le duc de Norfolk le 5 juin 1730 et devait rester en fonction pendant deux ans, du 24 juin 1731 au 24 juin 1733, au terme desquels les membres des loges des colonies devaient élire un autre grand maître provincial. Comme prévu, Coxe n'arriva dans les colonies qu'à l'été 1731 et s'établit à Burlington, dans le New Jersey, à une trentaine de kilomètres de Philadelphie, où l'attendait une charge de juge.

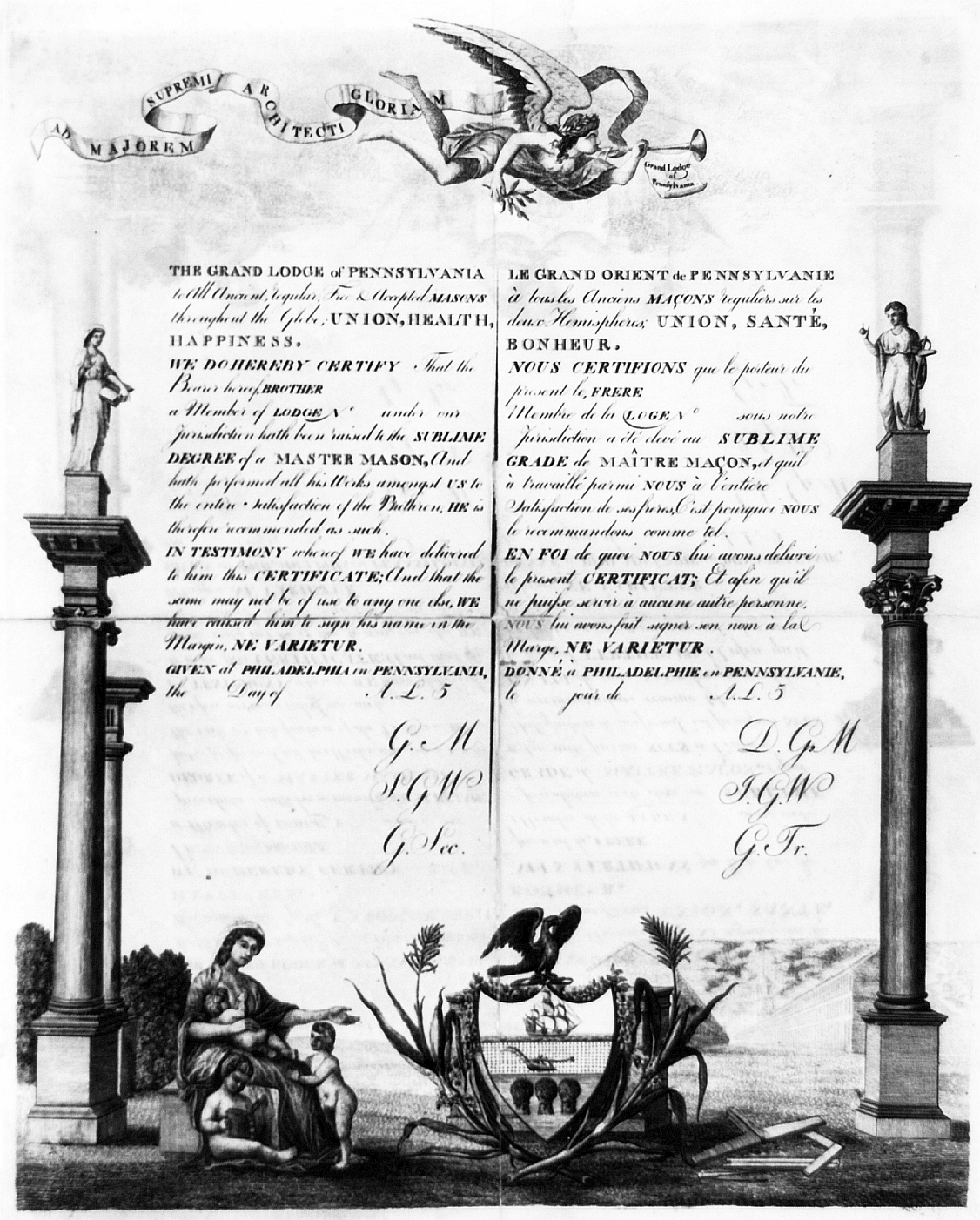
Certificat de membre de la Grande Loge de Pennsylvanie, en anglais et en français (1949)

Toutefois, il n'y a aucun indice que Coxe organisa une grande loge provinciale, ni n'exerça son autorité maçonnique de quelque manière que ce fut, jusqu'à sa mort, le 25 avril 1739. En fait, Benjamin Franklin ne mentionna même pas son appartenance maçonnique dans l'article de sa gazette qui relate son décès, ce qui laisse suppose que ni lui ni les autres membres de la loge de la Tun Tavern n'étaient informés de son appartenance maçonnique.

#### Les grands maîtres provinciaux de Boston
Le 30 avril 1733, Henry Price, de Boston fut nommé grand maître provincial de Nouvelle-Angleterre par le vicomte Montagu, grand maître de la Grande Loge des modernes à Londres. Clairement, cette nomination ne concernait pas la Pennsylvanie, bien que Price déclara que le grand maître lui avait « ordonné de répandre la franc-maçonnerie dans toute l'Amérique du Nord », ce qui fut contesté. Price tint son office jusque décembre 1736, date à laquelle Robert Tomlinson, lui aussi de Boston, lui succéda, jusqu'à sa mort en 1740.
Thomas Oxnard, lui succéda alors jusqu'à sa mort en 1754. Il fut nommé grand maître pour toute « l'Amérique du Nord », ce qui mit fin à la contestation d'autorité concernant la franc-maçonnerie de Pennsylvanie.
Benjamin Franklin, qui fut nommé le 10 juillet 1749 grand maître provincial pour la Pennsylvanie d'une manière qui fut contestée s'inclina d'ailleurs l'année suivante lorsque, le 13 mars 1750, William Byron, grand maître de la Grande Loge des moderns nomma William Allen à la charge de grand maître provincial pour la Pennsylvanie. En 1755, de nouvelles loges furent formées et un temple maçonnique édifié.

#### Le déclin desModernsen Pennsylvanie
La franc-maçonnerie des moderns déclina en Pennsylvanie au cours de la seconde moitié du XVIIIe siècle au profit des celles de la Grande Loge des ancients. La franc-maçonnerie de Pennsylvanie, et particulièrement celle issue des moderns, avait en effet payé un lourd tribut à la Guerre d'indépendance. En 1785, toutes les loges des moderns avaient disparu. La temple maçonnique qu'ils avaient construit fut vendu et le bénéfice qui en fut tiré fut placé dans un fonds de charité.

### L'essor desAncients
Le 15 juillet 1761, la Grande Loge des Ancients à Londres, accorda une patente pour la création d'une Grande Loge provinciale en Pennsylvanie, sous le numéro 89 à son matricule. Trois ans auparavant, elle avait accordé une patente pour une loge à Philadelphie, sous le numéro 69. C'était la première création d'une loge des ancients en Amérique du Nord. Cette loge prit par la suite le numéro deux au registre de la Grande Loge de Pennsylvanie.

### Formation de la Grande Loge de Pennsylvanie
En 1785 toute la franc-maçonnerie de Pennsylvanie suivait le rite des ancients. Le 25 septembre 1786, la Grande Loge des anciens de Pennsylvanie se déclara indépendante de la Grande Loge des anciens de Londres puis mit fin à son existence.

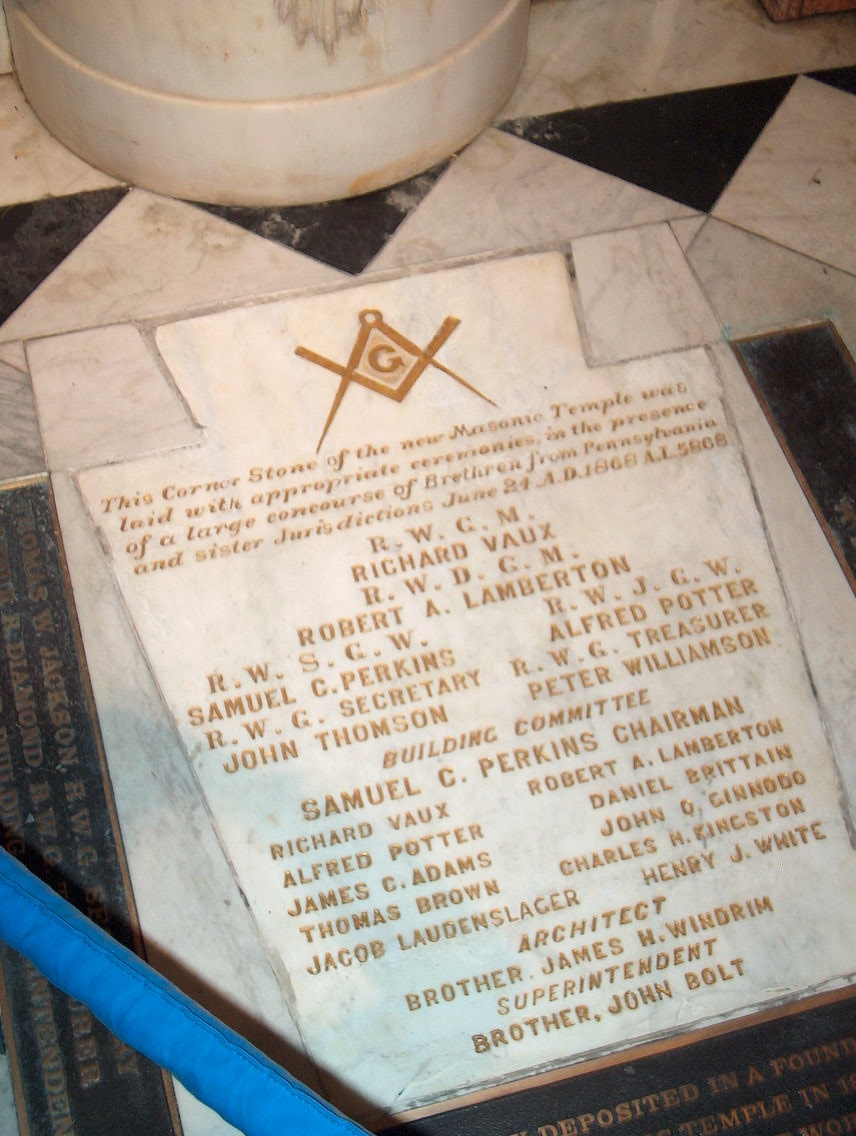
La première pierre

Le lendemain, les représentants de treize loges se réunirent de nouveau et fondèrent la nouvelle Grande Loge de Pennsylvanie, basée à Philadelphie. L'actuelle Grande Loge de Pennsylvanie est donc entièrement issue de la tradition des ancients et non pas d'une union des deux rites.

## Temple maçonnique
Le bâtiment de la Grande Loge de Pennsylvanie, situé sur North Broad Street, face à l'hôtel de ville de Philadelphie, est le principal centre maçonnique de cet État. Plusieurs centaines de visiteurs découvrent chaque année son architecture et celle de ses sept temples dans lesquels plusieurs loges de Philadelphie se réunissent encore de nos jours. La première pierre de l'édifice pèse dix tonnes et fut posée à l'occasion de la Saint-Jean-Baptiste, le 24 juin 1868. La truelle utilisée à cette occasion par le grand maître Richard Vaux était la même que celle qui fut utilisée par le président George Washington lors de la pose de la première pierre du Capitole en 1793. L'édifice fut achevé en 1873.